# Leptogeneia
Leptogeneia é um gênero de traça pertencente à família Agonoxenidae.